# Homalaspidia laeta
Homalaspidia laeta är en insektsart som först beskrevs av Brunner von Wattenwyl 1895.  Homalaspidia laeta ingår i släktet Homalaspidia och familjen vårtbitare. Inga underarter finns listade i Catalogue of Life.